# Jan Kownacki
Jan Nepomucen Kownacki (ur. 22 grudnia 1893 w Warszawie, zm. wiosną 1940 w Katyniu) – kapitan piechoty Wojska Polskiego, kawaler Krzyża Walecznych, ofiara zbrodni katyńskiej.

## Życiorys
Urodził się w rodzinie Jana i Albiny z Taubertów. Absolwent szkoły Wawelberga i Rotwanda oraz Wojennej Szkoły Wojskowej w Taszkiencie. Uczestnik I wojny światowej. Żołnierz armii gen. Hallera we Francji. Uczestnik wyprawy kijowskiej i walk o Warszawę.
W 1922 w stopniu porucznika rezerwy był przydzielony do 72 pułku piechoty, a w 1923 do 42 pułku piechoty. Kapitan ze starszeństwem z dniem 1 czerwca 1919 (w 1923 - 1667 lokata w swoim starszeństwie, w 1924 - 1467 lokata). W 1934 podlegał pod PKU Łódź Miasto II
W kampanii wrześniowej wzięty do niewoli radzieckiej. Według stanu na kwiecień 1940 był jeńcem obozu w Kozielsku. Między 3 a 5 kwietnia 1940 przekazany do dyspozycji naczelnika smoleńskiego obwodu NKWD – lista wywózkowa bez numeru z 2.04.1940. Został zamordowany między 4 a 7 kwietnia 1940 przez NKWD w lesie katyńskim. Nie został zidentyfikowany podczas ekshumacji prowadzonej przez Niemców w 1943. Krewni do 1958 poszukiwali informacji przez Biuro Informacji i Badań Polskiego Czerwonego Krzyża w Warszawie.
Minister Obrony Narodowej Aleksander Szczygło decyzją Nr 439/MON z 5 października 2007 awansował go pośmiertnie na stopnień majora. Awans został ogłoszony 9 listopada 2007, w Warszawie, w trakcie uroczystości „Katyń Pamiętamy – Uczcijmy Pamięć Bohaterów”.

## Ordery i odznaczenia
- Krzyż Walecznych
- Krzyż Kampanii Wrześniowej – pośmiertnie 1 stycznia 1986[6]